# Eurrhypis guttulalis
Eurrhypis guttulalis là một loài bướm đêm trong họ Crambidae.